# عينات

تعديل مصدري - تعديل

عينات هي إحدى قرى عزلة تريم بمديرية تريم التابعة لمحافظة حضرموت، بلغ تعداد سكانها 3768 نسمة حسب تعداد اليمن لعام 2004.

## موقعها
تبعد عن مدينة تريم شرقًا بمسافة خمسة عشر كيلومتر تقريبًا. وموقعها عند ملتقى كل الطرق المؤدية إلى قبر النبي هود. وفيها الكثير من المساجد والقباب والأضرحة، بالإضافة إلى عدد من المنازل المتميزة بمعمارها الفني، وتنتشر حولها الكثير من أشجار النخيل التي تعتمد على سيول الأمطار. أما ماء الشرب فيجلب إليها من مسافات بعيدة لأن ماءها لا يصلح للشرب. ولوقوع عينات في نهاية وادي حضرموت فإنه أكثر تعرضًا لفعل السيول من غيرها من مدن الوادي.

## تاريخها
قيل أن سلاطين آل كثير هم أول من اختطها وذلك في أجواء عام 629 هـ إلا أنها كثيرًا ما تعرضت للخراب نتيجة الحروب الواقعة بين آل كثير وقبائل يافع. ثم عادت إليها الحياة في القرن العاشر الهجري، وكان أول من بنى بها هو الشيخ أبو بكر بن سالم العلوي المتوفي بها سنة 992 هـ.

## روابط خارجية
- المقحفي، إبراهيم أحمد (2002). "معجم البلدان والقبائل اليمنية". صنعاء، اليمن: دار الكلمة. ج. الجزء الثاني. ص. 1158. مؤرشف من الأصل في 2020-01-25.
- World Gazetteer:Yemen
- الجهاز المركزي للإحصاء بالجمهورية اليمنية
- المركز الوطني للمعلومات باليمن